# Graphium megarus
Graphium megarus là một loài bướm thuộc họ Papilionidae, được tìm thấy ở Đông Nam Á. Nó có mặt phổ biến và không có nguy cơ bị đe dọa; tuy nhiên các phụ loài được chọn được luật pháp Ấn Độ bảo vệ.

## Hình ảnh

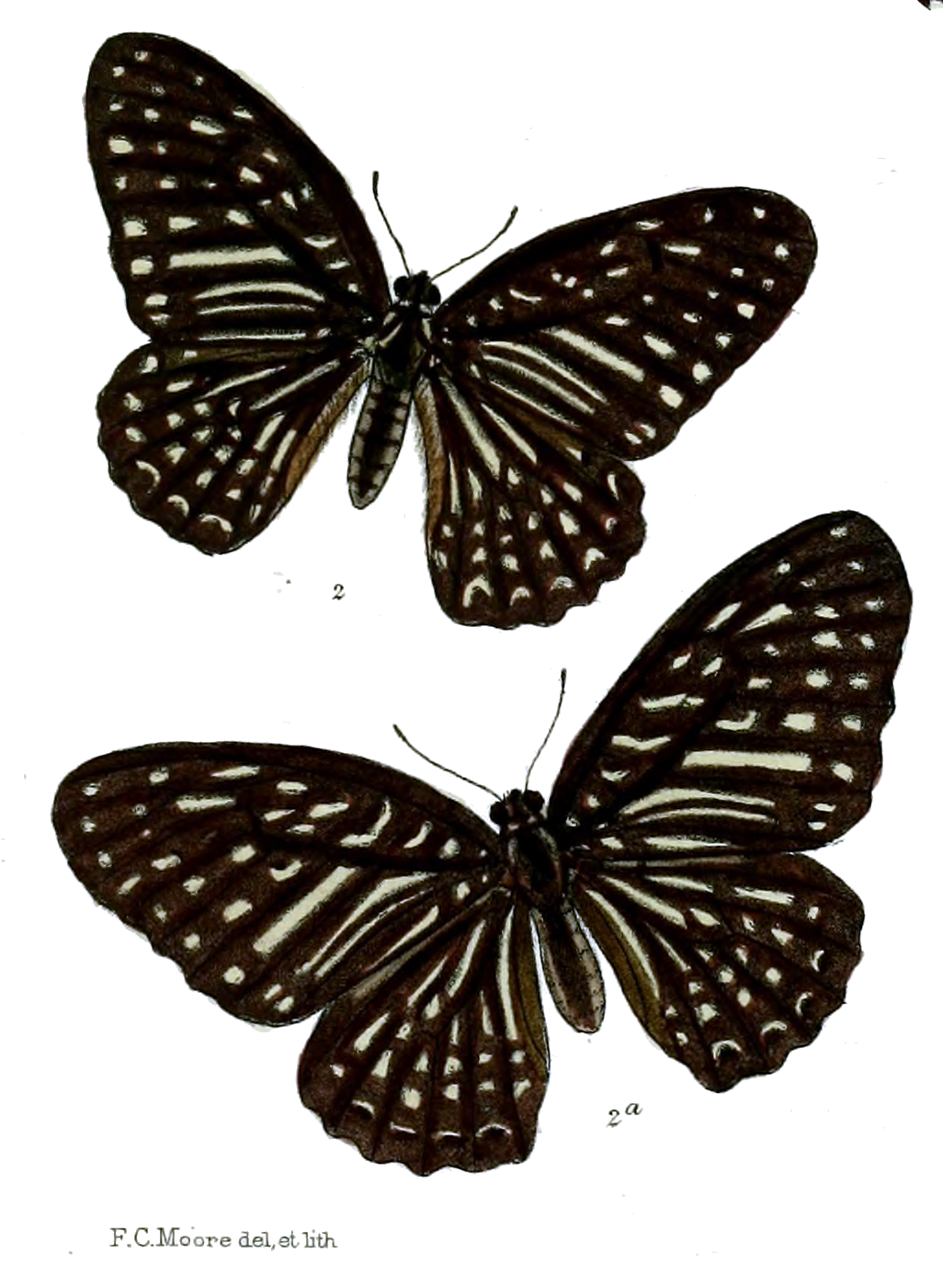
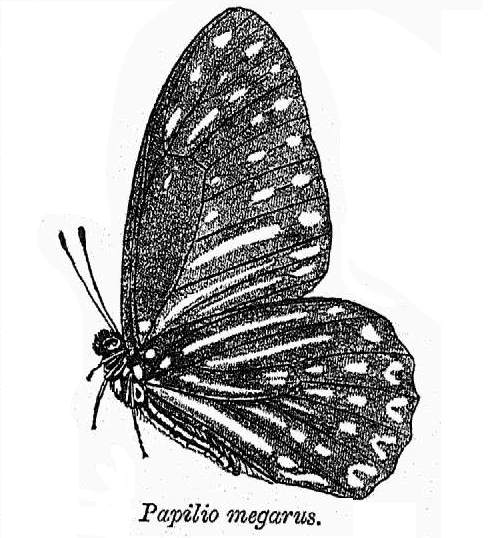